# Belhomert-Guéhouville
Belhomert-Guéhouville é uma comuna francesa na região administrativa do Centro, no departamento Eure-et-Loir. Estende-se por uma área de 10,89 km². Em 2010 a comuna tinha 831 habitantes (densidade: 76,3 hab./km²).